# Imanol Agirretxe
Imanol Agirretxe Arruti [imanol agireče] (* 24. února 1987, Usurbil, Gipuzkoa, Španělsko) je španělský fotbalový útočník baskického původu, který hraje v klubu Real Sociedad.
V roce 2007 hostoval v klubu CD Castellón z nižší španělské ligy.

## Reprezentační kariéra
Agirretxe hrál za španělské mládežnické výběry U16 a U17.